# Tophet de Carthage
Vous lisez un « bon article » labellisé en 2008.

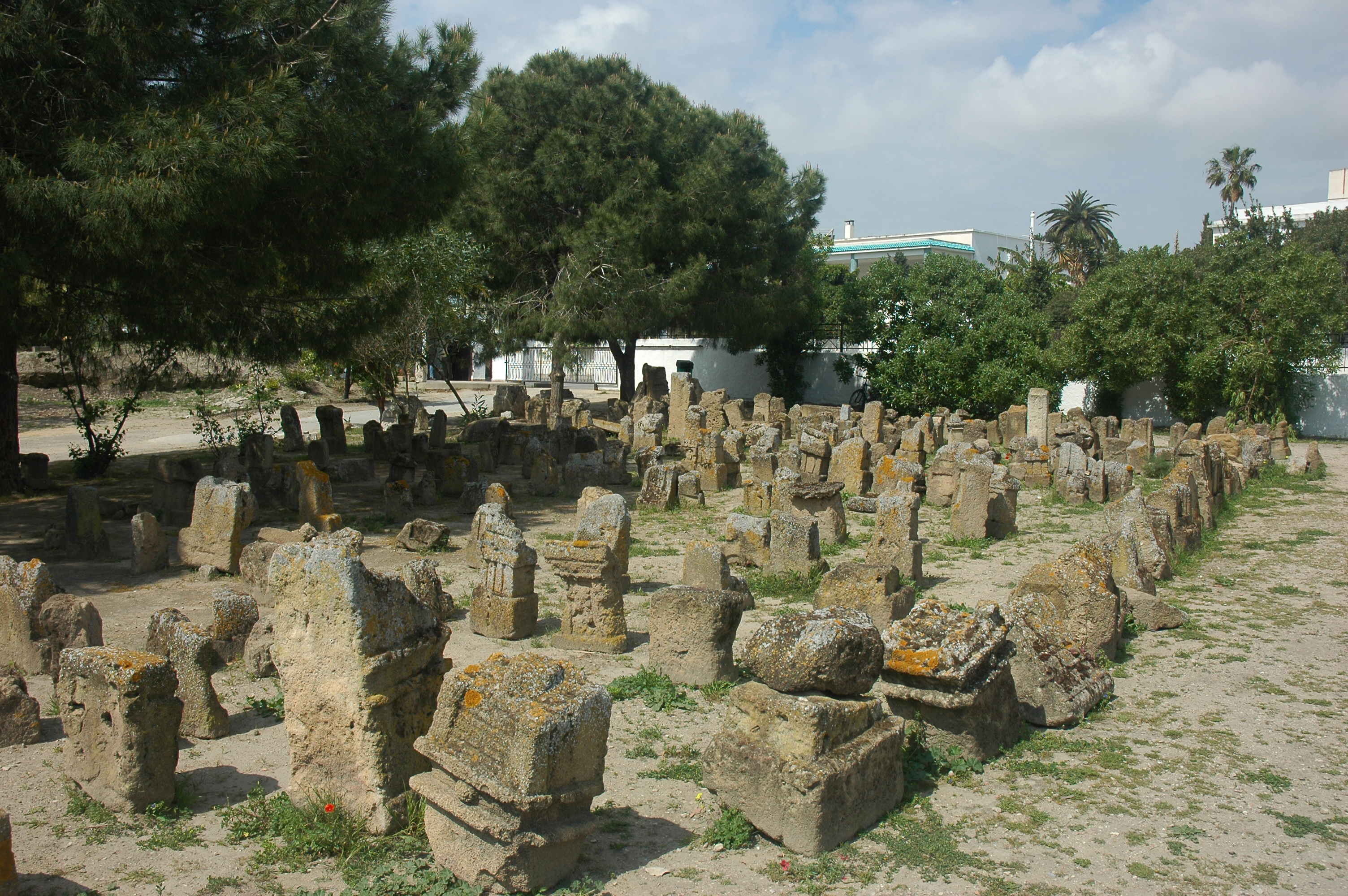
Présentation actuelle du tophet : stèles et cippes de grès d'El Haouaria.

Plan des divers éléments du site archéologique de Carthage, le tophet est figuré au no 25.

Le tophet de Carthage, aussi appelé tophet de Salammbô, est une ancienne aire sacrée dédiée aux divinités phéniciennes Tanit et Baal situé dans le quartier carthaginois de Salammbô, en Tunisie, à proximité des ports puniques. Ce tophet, « hybride de sanctuaire et de nécropole », regroupe un grand nombre de tombes d'enfants qui, selon les interprétations, auraient été sacrifiés ou inhumés en ce lieu après leur mort prématurée. Le périmètre est rattaché au site archéologique de Carthage classé au patrimoine mondial de l'Unesco.
La question du sort de ces enfants est fortement liée à la religion phénicienne et punique mais surtout à la manière dont les rites religieux — et au-delà la civilisation phénicienne et punique — ont été perçus par les Juifs dans le cas des Phéniciens ou par les Romains à l'occasion des conflits qui les opposèrent aux Puniques. En effet, le terme de « tophet » désigne originellement un lieu proche de Jérusalem synonyme de l'enfer : ce nom provenant de sources bibliques induit une interprétation macabre des rites supposés y avoir lieu et corrobore un postulat partagé par les interlocuteurs ayant livré des sources sur les Phéniciens en général et les Puniques en particulier : la religion à Carthage était « infernale ». Plus récemment, l'imaginaire collectif a été alimenté par le roman de Gustave Flaubert, Salammbô (1862), qui donna son nom au quartier où fut découvert le sanctuaire. La bande dessinée Le Spectre de Carthage, partie des aventures d'Alix écrites par Jacques Martin, reprend cette interprétation.
La difficulté majeure pour déterminer la cause des inhumations réside dans le fait que les seules sources écrites rapportant le rite du sacrifice des enfants sont toutes étrangères à la cité de Carthage. Les sources archéologiques — stèles et cippes — sont quant à elles sujettes à de multiples interprétations. Le débat a donc été longtemps vif et n'est pas encore totalement tranché entre les divers historiens qui se sont penchés sur le sujet. La plus grande prudence s'impose donc, l'historien de l'Antiquité se trouvant face à des sources écrites et archéologiques sinon divergentes, du moins soumises à interprétations.

## Brève histoire d'une découverte

### Prémices
Depuis longtemps, on connaît la présence de stèles sur le site, les premières indications connues datant de 1817. En effet, les stèles étaient réparties sur l'ensemble du site de Carthage, de par la dispersion ayant suivi la destruction de 146 av. J.-C. et les opérations d'urbanisme ayant remué le sol lors de la construction de la ville romaine.
Le site de Carthage fait très rapidement l'objet de graves prédations, avec la prise de matériaux de construction dont le marbre. Ces prédations concourent au délabrement progressif des principaux monuments. De 1825 à 1827, un architecte et militaire hollandais, Jean-Émile Humbert, fait envoyer des cippes et des bases votives au musée national des Antiquités à Leyde. Le musée archéologique de Cracovie possède également de très belles stèles puniques en provenance du site.

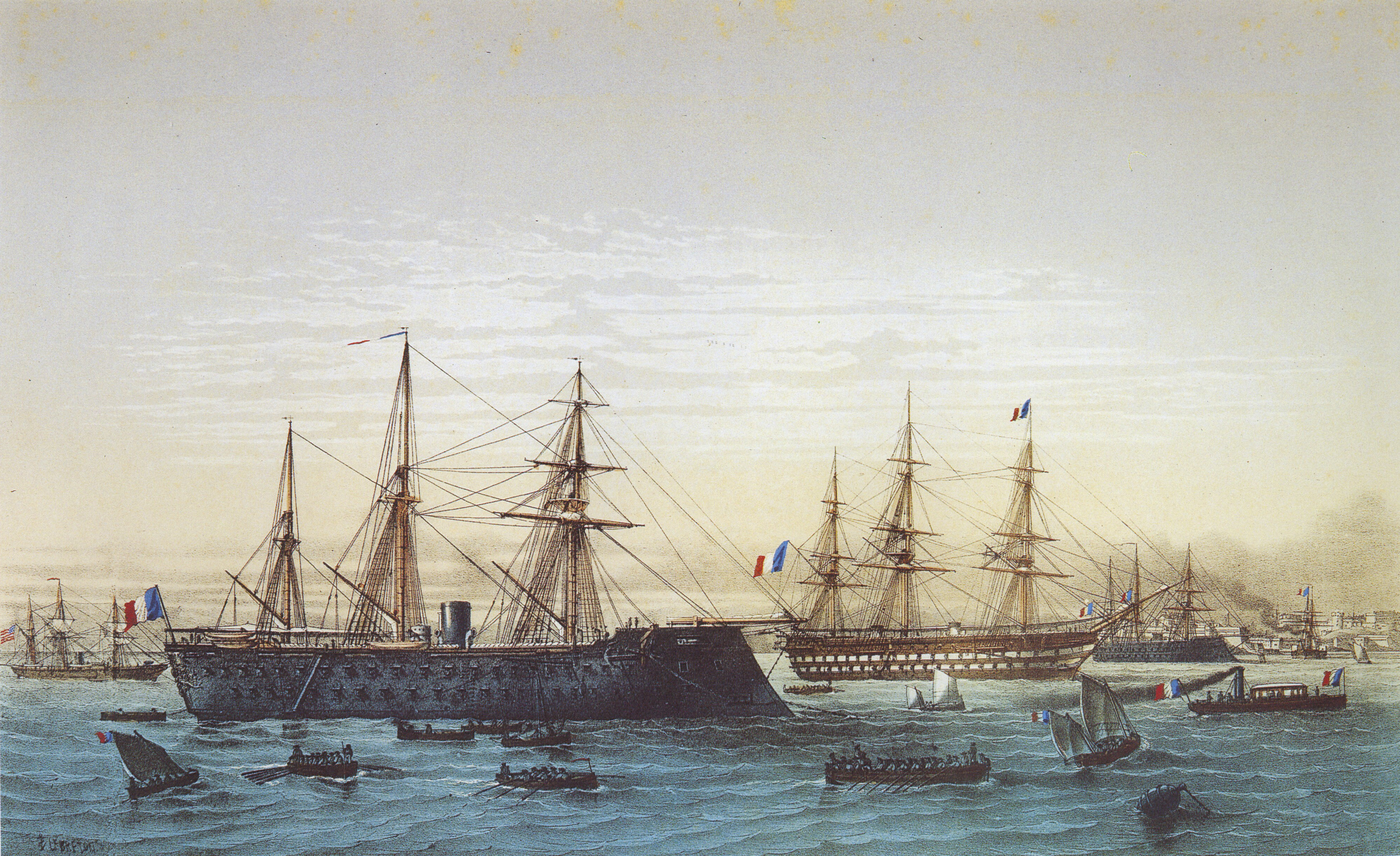
Le Magenta dans la rade de Brest

Par ailleurs, dans l'histoire de Carthage, il faut donner une place à part à la cargaison du Magenta, navire amiral de la flotte de la Méditerranée coulé à Toulon le 31 octobre 1875, à la suite d'un incendie suivi d'une explosion. À bord se trouvaient plus de 2 000 stèles puniques et d'autres pièces dont la statue de l'impératrice Sabine, femme de l'empereur romain Hadrien (117-138), destinée au Louvre. Les pièces archéologiques avaient été chargées à La Goulette, et provenaient des fouilles (autorisées par Sadok Bey) de Pricot de Sainte-Marie, interprète au consulat général de France. À la suite du naufrage, les scaphandriers récupèrent une partie des stèles et de la statue, les pièces archéologiques étant dispersées entre diverses collections, dont la Bibliothèque nationale de France (certaines sont affectées ensuite au musée Guimet) et le musée du Louvre. Quant à l'épave, elle est dynamitée afin qu'elle n'empêche pas l'accès au port. À douze mètres de fond, ce qui subsistait de l'épave s'est envasé peu à peu. Trois campagnes archéologiques sont effectuées en 1995-1998 par Max Guérout et le Groupe de recherche en archéologie navale afin de récupérer des stèles ainsi que la tête de la statue. En avril-mai 1995, la tête de la statue de Sabine est retrouvée puis, en avril-mai 1997, environ 60 fragments de stèles ainsi que des fragments de la statue. Enfin, en 1998, 77 fragments ou stèles retrouvent la surface.
Parmi les précurseurs, il faut souligner le rôle tenu par Jean Herszek Spiro (1847-1914), pasteur et un temps professeur au Collège Sadiki, revenu à Lausanne avec 19 stèles, et rédigeant un ouvrage sur Les inscriptions et les stèles votives de Carthage (1895). Nous n'avons aucune indication de la découverte du tophet tant pour les fouilles de Pricot de Sainte-Marie que pour les découvertes de Spiro. Tout au plus on soulignait pour le premier la découverte de stèles réemployées dans des murs d'époque romaine. Tous ces vestiges provenant primitivement du tophet avaient fait l'objet d'un déplacement dès l'Antiquité et personne ne cherchait un lieu précis où elles avaient pu être regroupées. Les collectes archéologiques de Spiro relevaient surtout d'une recherche épigraphique. Une découverte fortuite allait faire changer la compréhension de tout un pan de la topographie de la Carthage punique.

### Découverte de 1921

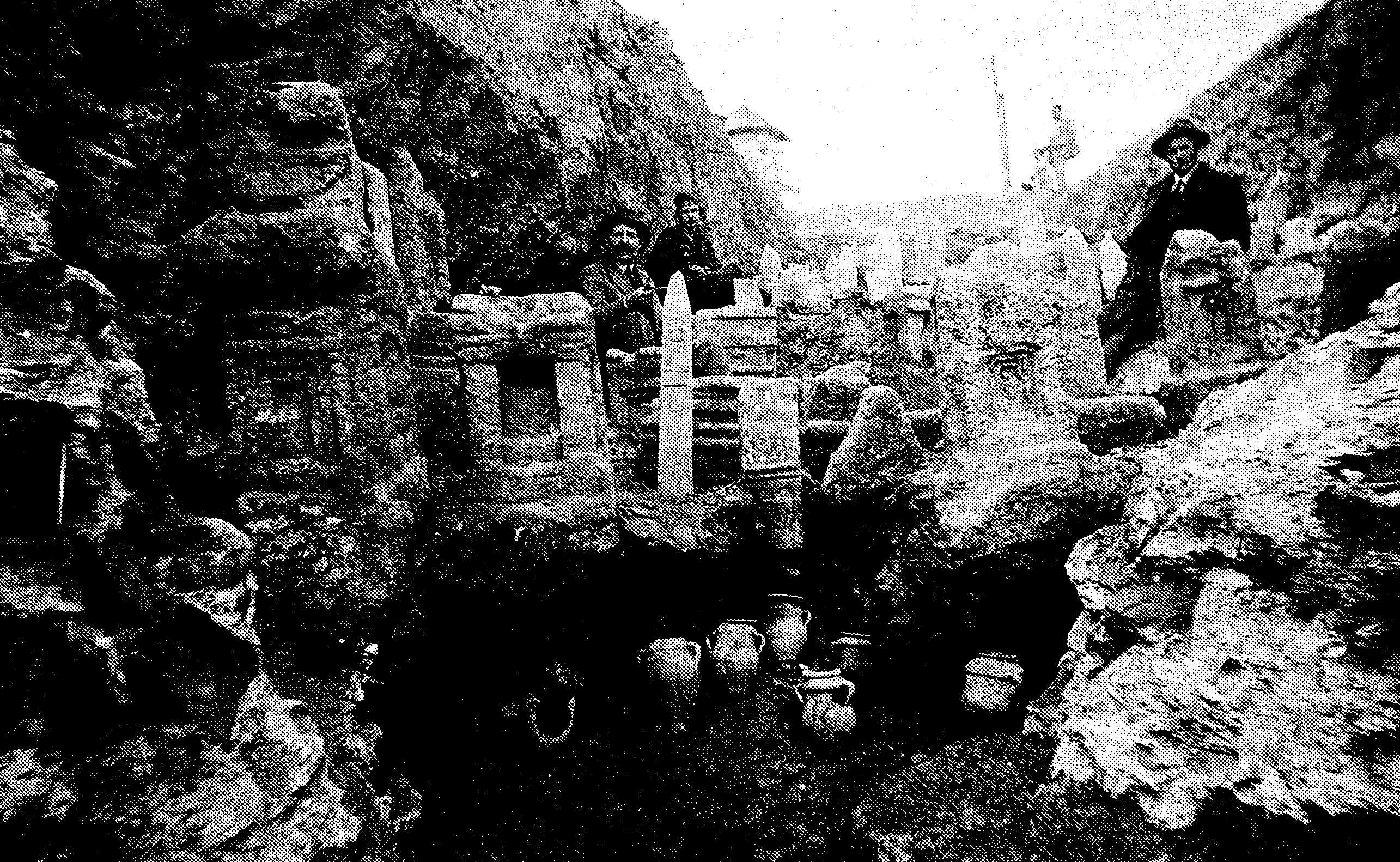
Fouilles du tophet de 1921.

En 1921 est mise au jour la stèle dite du prêtre dans le cadre de fouilles archéologiques clandestines, très fréquentes à l'époque. Une stèle en calcaire, de plus d'un mètre de haut, sur laquelle figure un adulte portant un chapeau typique des kohanim (prêtres puniques), une tunique punique et tenant dans ses bras un jeune enfant, est alors proposée par un pourvoyeur à des amateurs éclairés d'antiquités, Paul Gielly et François Icard, fonctionnaires en poste en Tunisie. Face à une pièce qui semblait confirmer en tous points les données bibliques et certains auteurs classiques, les deux amateurs sont émus et décident de mettre fin à la clandestinité afin que nulle découverte ne puisse échapper aux archéologues et historiens. Ils achètent le terrain et y pratiquent des fouilles jusqu'à l'automne 1922.
La première fouille américaine, menée par Francis Willey Kelsey et Donald Benjamin Harden en 1925, apporte une compréhension globale de l'organisation du site. Hélas, le décès de Kelsey en 1927 entraîne la fin de cette session de fouilles. Quant au père Gabriel-Guillaume Lapeyre, père blanc, il fouille un terrain voisin en 1934-1936 et récolte du matériel archéologique et épigraphique divers, mais sans précisions stratigraphiques permettant de comprendre le contexte de la découverte.

### Fouilles récentes: de Pierre Cintas à la campagne internationale de l'Unesco

#### «Chapelle Cintas»et lieux de culte

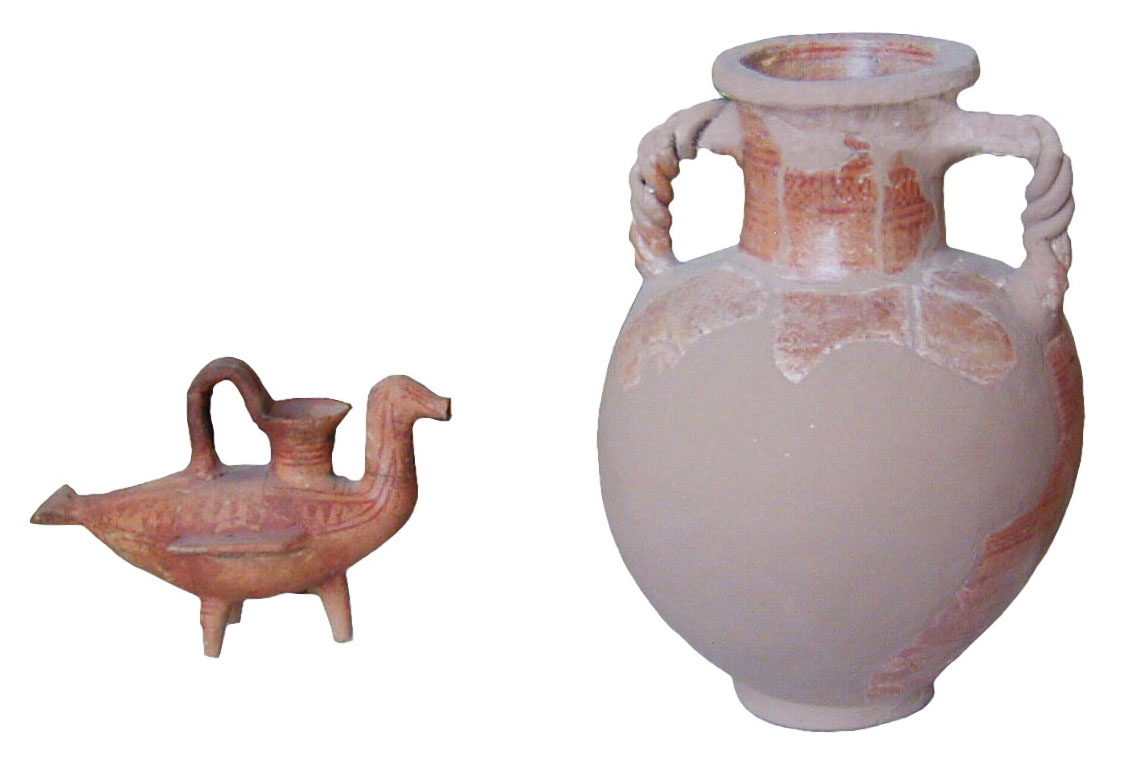
Une partie du mobilier de la chapelle Cintas exposée au musée national de Carthage.

À partir de la fin de la Seconde Guerre mondiale, Pierre Cintas effectue des fouilles sur le site et découvre en 1947 l'un des éléments qui soulève à l'époque une vaste polémique : l'élément dénommé « chapelle Cintas » en l'honneur de son découvreur. Entouré de maçonnerie dans une chambre d'environ 1 m2, ce qui fut interprété comme un dépôt de fondation de haute époque était constitué de pièces de céramique de diverses origines du VIIIe siècle av. J.-C., soit le plus ancien élément de la présence des Phéniciens sur cette terre. Elles ont fait l'objet d'études poussées et étaient déposées dans des anfractuosités sur le sol natif. Les méandres de la datation des céramiques en particulier, manifestement égéennes pour une partie d'entre elles, permettent une datation moins haute que celle qui fut d'abord proposée par Cintas.

#### Dernières fouilles américaines
Ces dernières fouilles, liées à la campagne internationale de fouilles menées par l'Unesco ont lieu entre 1976 et 1979 sous l'égide de l'American Schools of Oriental Research (ASOR) et de Lawrence Stager.

En guise de bilan des fouilles a été prouvée une utilisation continue du site sur six siècles, avec une surface estimée à 6 000 m2, 20 000 urnes ayant été découvertes sur diverses strates : 
« Dès que l'aire sacrée était totalement occupée, elle était recouverte de terre et les dépositions recommençaient au niveau supérieur. »
 Les restes découverts, dès les premières fouilles, ont fait l'objet d'analyses médico-légales, les résultats ayant semé davantage de troubles que donné une réponse aux questions lancinantes que se posaient les spécialistes.

## Topographie du site et découvertes archéologiques

### Caractères du site
« Fouiller, c'est détruire » : cet adage de tout archéologue (le fouilleur détruit l'objet de sa science) est encore davantage valide dans le cas du tophet de par la nature du site, « suite de couches superposées de terres, d'urnes et d'ex-voto » et la superposition des stèles. Il faut signaler de même que le périmètre du site n'est pas connu précisément du fait du bouleversement du site de Carthage depuis l'époque romaine et de l'urbanisation intense qui fait que le tophet se situe actuellement dans un quartier résidentiel. Situé à l'extrême sud de la cité, à proximité du port commercial, le site se trouvait à un endroit particulièrement insalubre et marécageux. Lors des fouilles, les archéologues atteignent un niveau d'eau saumâtre.

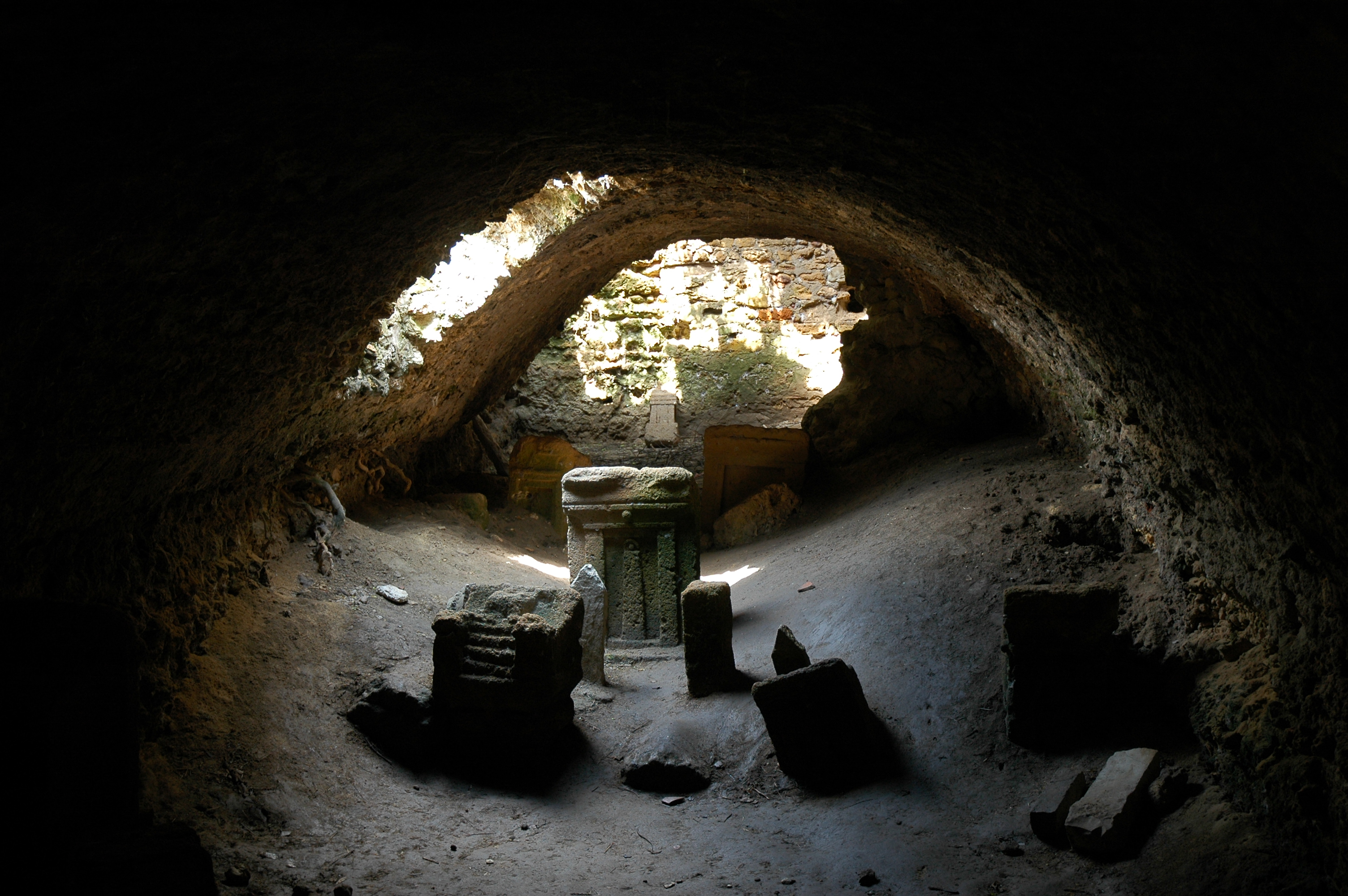
Tophet sous des fondations romaines.

Le tophet, comme celui de Motyé, était situé à l'écart des vivants et même de la nécropole stricto sensu et présente quatre caractères communs aux autres tophets :
Le site est en premier lieu vierge, aucune couche archéologique antérieure à l'arrivée des marchands phéniciens n'a été trouvée lors des diverses fouilles archéologiques. Ce même caractère est valable également pour les autres tophets qui ont pu être reconnus et fouillés dans le monde phénico-punique.
Le site est également situé à l'air libre, même si l'image la plus connue du tophet est celle de la partie qui est située sous des voûtes romaines et qui a été dégagée lors des fouilles de Kelsey. Cette image qui, il faut bien l'avouer, correspondait assez à un lieu où le sacrifice tant honni aurait eu lieu, n'est pas l'espace tel qu'il se présentait à l'époque, délimité et à l'air libre.
Le troisième caractère du tophet est le fait que le site est ordinairement entièrement clos : cependant, à Carthage, l'enceinte du tophet n'a été reconnue que très partiellement au moment des fouilles de Pierre Cintas. Cependant, cette enceinte semble avoir été débordée dès le Ve siècle av. J.-C. Pour ce qui est de la surface précise du tophet, il est fort peu probable qu'on la connaisse un jour de par l'emprise urbaine de la Carthage contemporaine, en particulier dans la zone littorale.
Le dernier caractère du site est sa double fonction, votive (les stèles portant une dédicace à Ba'al Hammon ou à Tanit) et funéraire (stèles funéraires). Ce double caractère trouve un élément de preuve dans le fait que le terme « molk » (offrande) est très peu présent dans les stèles épigraphiées, les autres étant associées à des urnes funéraires sans autre indication.

### Stratigraphie du tophet et typologie des stèles et cippes

#### Organisation en périodes (Tanit I, II, III)

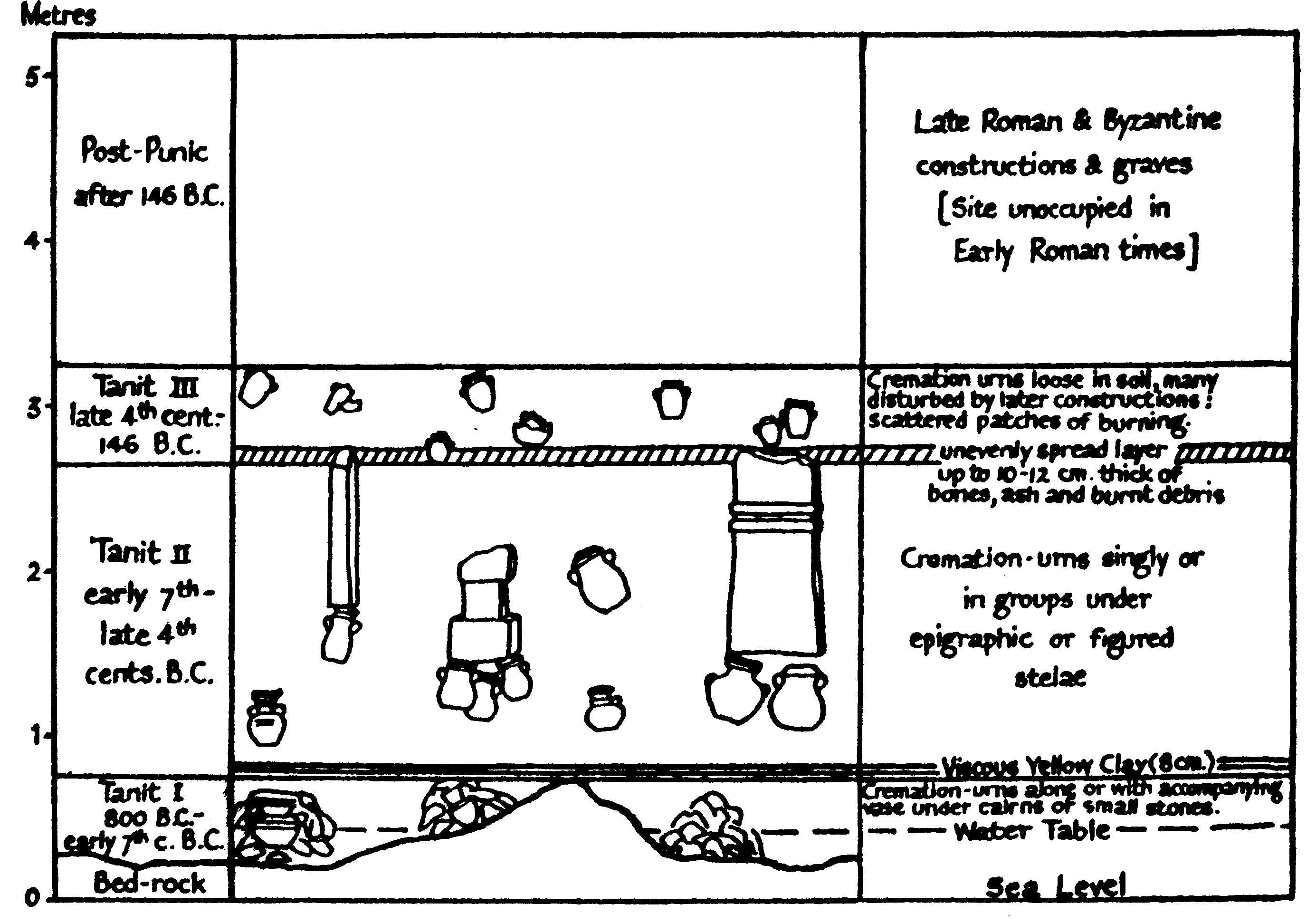
Stratigraphie de Harden (fouilles de Kelsey en 1925).

La typologie du produit des découvertes, et en particulier des stèles, est le fruit des fouilles américaines, d'abord des fouilles Kelsey-Harden de 1925, et s'est vue affinée dans les années 1970, ainsi résumée par François Decret : « Compte tenu des divers types de poteries renfermant les cendres de victimes et de l'installation des dépôts sacrificiels, on peut distinguer trois phases dans cette stratification : la plus ancienne, où les vases étaient recouverts sous des tas de petites pierres ou sous des galets ; la deuxième [...] qui contient des urnes posées sous des pierres en forme d'obélisque, de bétyles ou sous des cippes de divers types ; la plus récente enfin, qui est caractérisée par des stèles plates à sommet triangulaire, parfois flanqué d'acrotères ».
Les dépositions présentent toutes un caractère stéréotypé : une urne enterrée et entourée de pierres contenait des os brûlés, accompagnée d'offrandes funéraires comme des masques de terre cuite et de petits masques de pâte de verre qui ont été trouvés lors des fouilles archéologiques, et surplombée de monuments, qui pouvaient être des stèles ou des cippes.

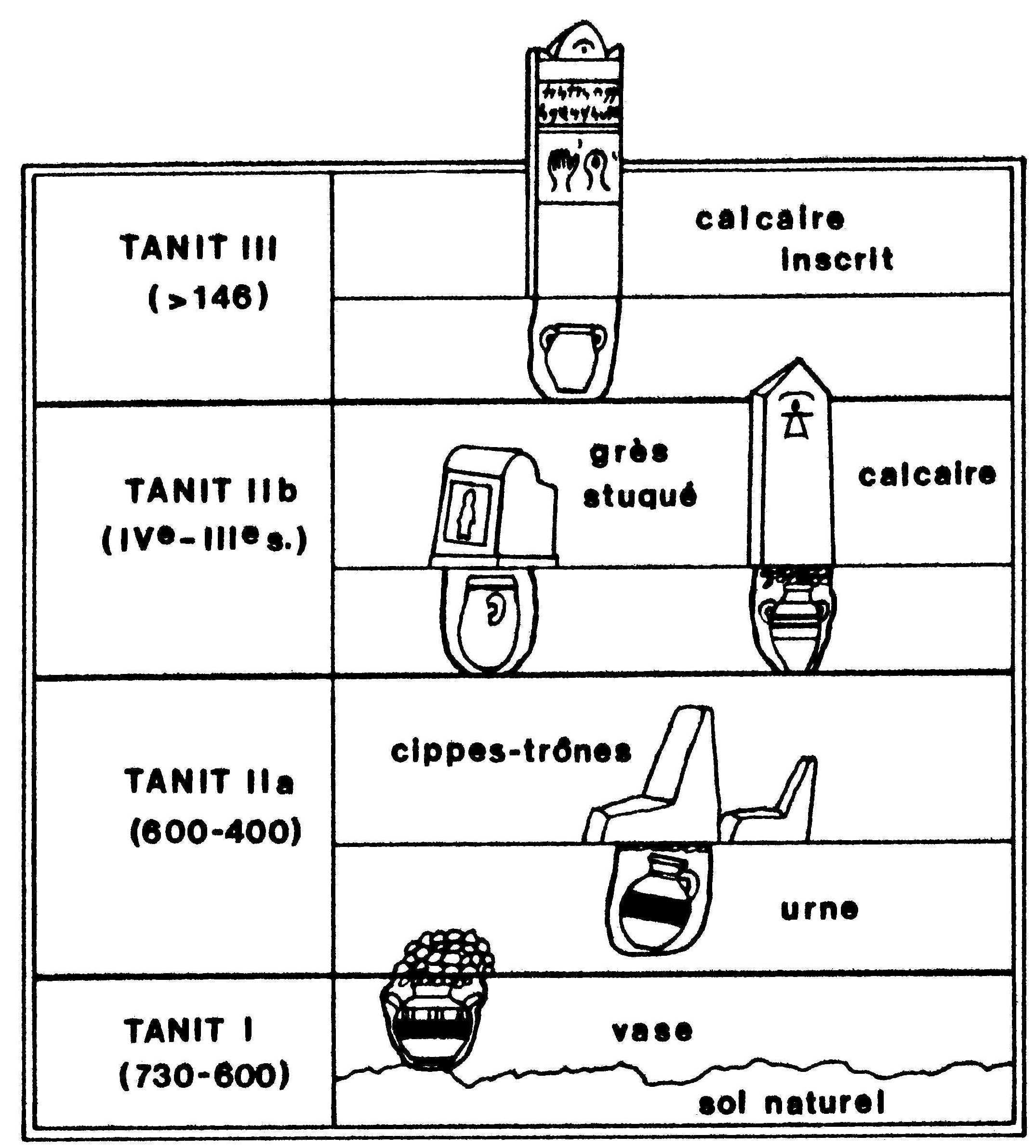
Stratigraphie du tophet (fouilles ASOR en 1976-1979).

Les fouilles ont permis de caractériser les diverses périodes d'utilisation du tophet, passant d'une influence égyptienne à un style hellénistique : La première, dite Tanit I (750 av. J.-C.-600 av. J.-C.) présente des cippes et bétyles de grès, les urnes étant déposées dans des anfractuosités du sol natif avec également un cippe-trône de grès. La période dite Tanit II (Ve siècle av. J.-C.-IIIe siècle av. J.-C.) présente une sous-section, le cippe-trône est encore présent à Tanit II-a mais, à Tanit II-b, il est remplacé par des stèles de calcaire. La dernière période d'usage du site, Tanit III (IIIe siècle av. J.-C.-146 av. J.-C.), présente des stèles de calcaire (IIe siècle av. J.-C.) fines avec acrotères, riches parfois en décorations sculptées selon des motifs divers.

#### Types de motifs présents sur les stèles

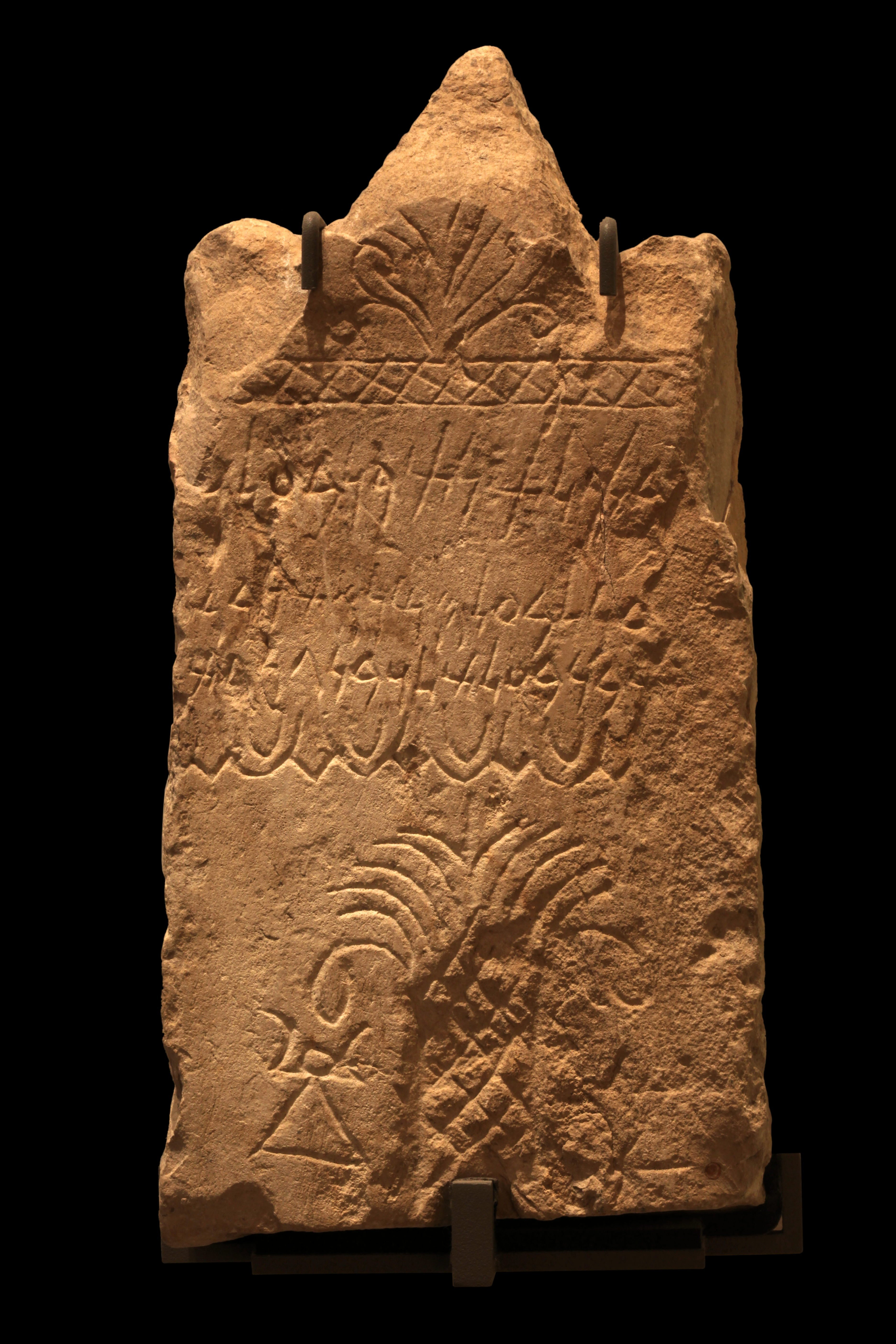
Stèle à décor de palme et signe de Tanit au musée des Beaux-Arts de Lyon.

Ces signes se trouvent particulièrement sur les stèles tardives, les stèles des premières catégories étant signifiantes de par leurs formes des influences s'exerçant, en particulier égyptiennes.
On y trouve de nombreux symboles religieux, dont le signe de Tanit ou plutôt dit de Tanit, longtemps considéré comme propre aux Phéniciens du bassin occidental de la Méditerranée, mais dont des exemples ont été découverts dans les fouilles réalisées au Liban actuel. Le signe de la bouteille est également fort présent, ce signe ayant pu être identifié à la déesse-mère présente de façon immémorielle dans le bassin méditerranéen. Les signes astraux, lune et soleil, sont également représentés et parfois entrecroisés en une rosace ; ces signes sont des symboles d'éternité.
Sur les stèles tardives, une ornementation figurative se fait jour : on y trouve des animaux (éléphants), des éléments végétaux (palmiers), des humains, tels une main ouverte, des portraits laissant transparaître l'influence hellénique et bien évidemment des représentations d'hommes dans l'intégralité (scène du prêtre avec l'enfant) et des éléments marins (bateau). Ce métissage de traits sémitiques et d'apports externes est surtout net à partir du moment où Carthage a des contacts avec le monde grec, en particulier avec la Sicile.

#### Épigraphie punique
Les stèles sont parfois gravées d'inscriptions du même type mais qui laissent apparaître le tophet comme « un sanctuaire d'expression populaire et de piété fervente ».
Soit les dédicants formulent un vœu, soit ils remercient de la réalisation de celui-ci : « À la grande dame Tanit Péné Ba'al et au seigneur Baal Hammon, ce qu'a offert [un tel], fils d'[un tel], qu'ils [Ba'al] ou qu'elle [Tanit] entende[nt] sa voix et le bénisse[nt] ». Les inscriptions sont stéréotypées en un « formulaire désespérément sec et répétitif ».

Diverses stèles puniques
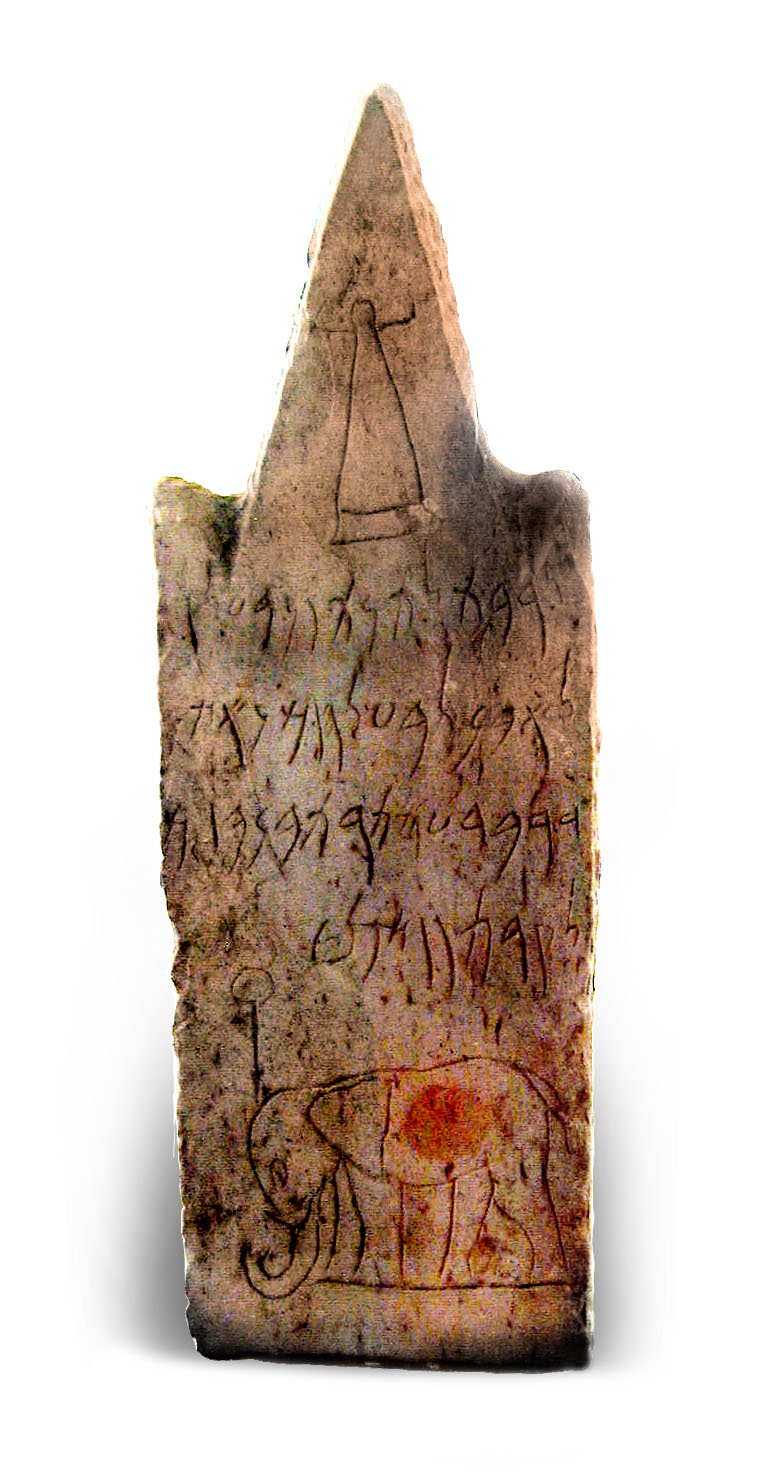
Stèle tardive avec éléphant.
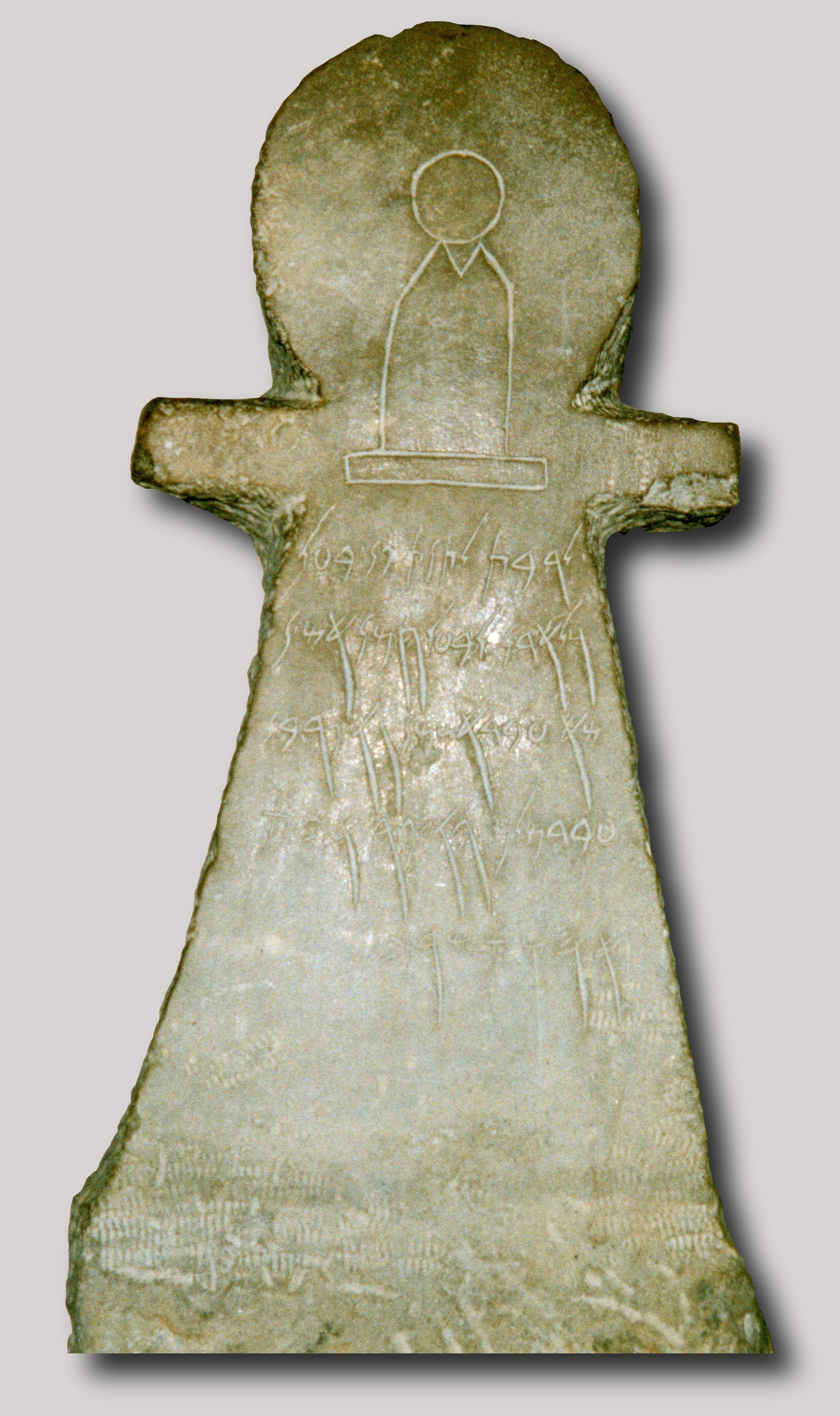
Stèle en forme de signe de Tanit avec signe de la bouteille.
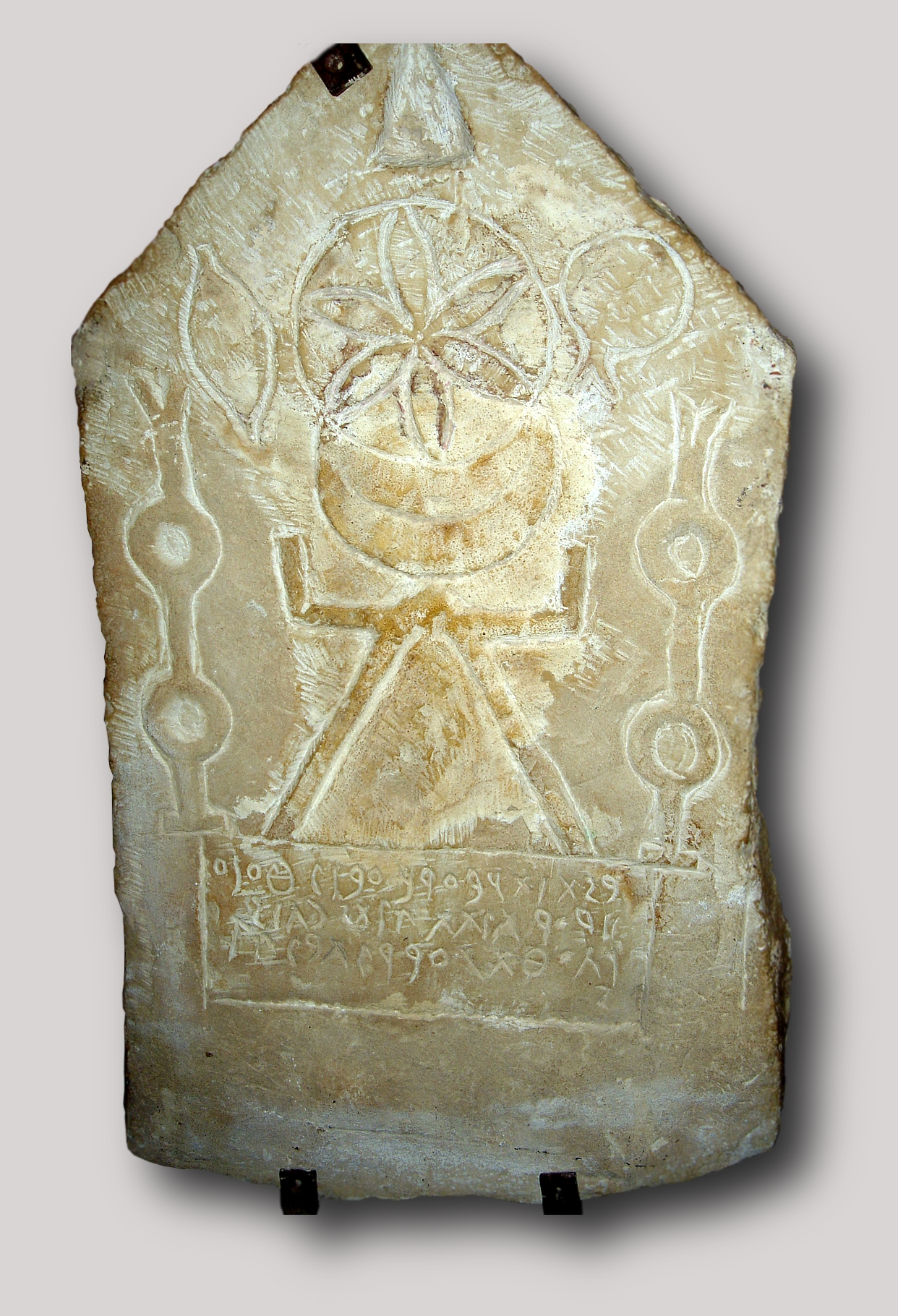
Stèle avec signe de Tanit, lune et rosace entrecroisées, et grenade.
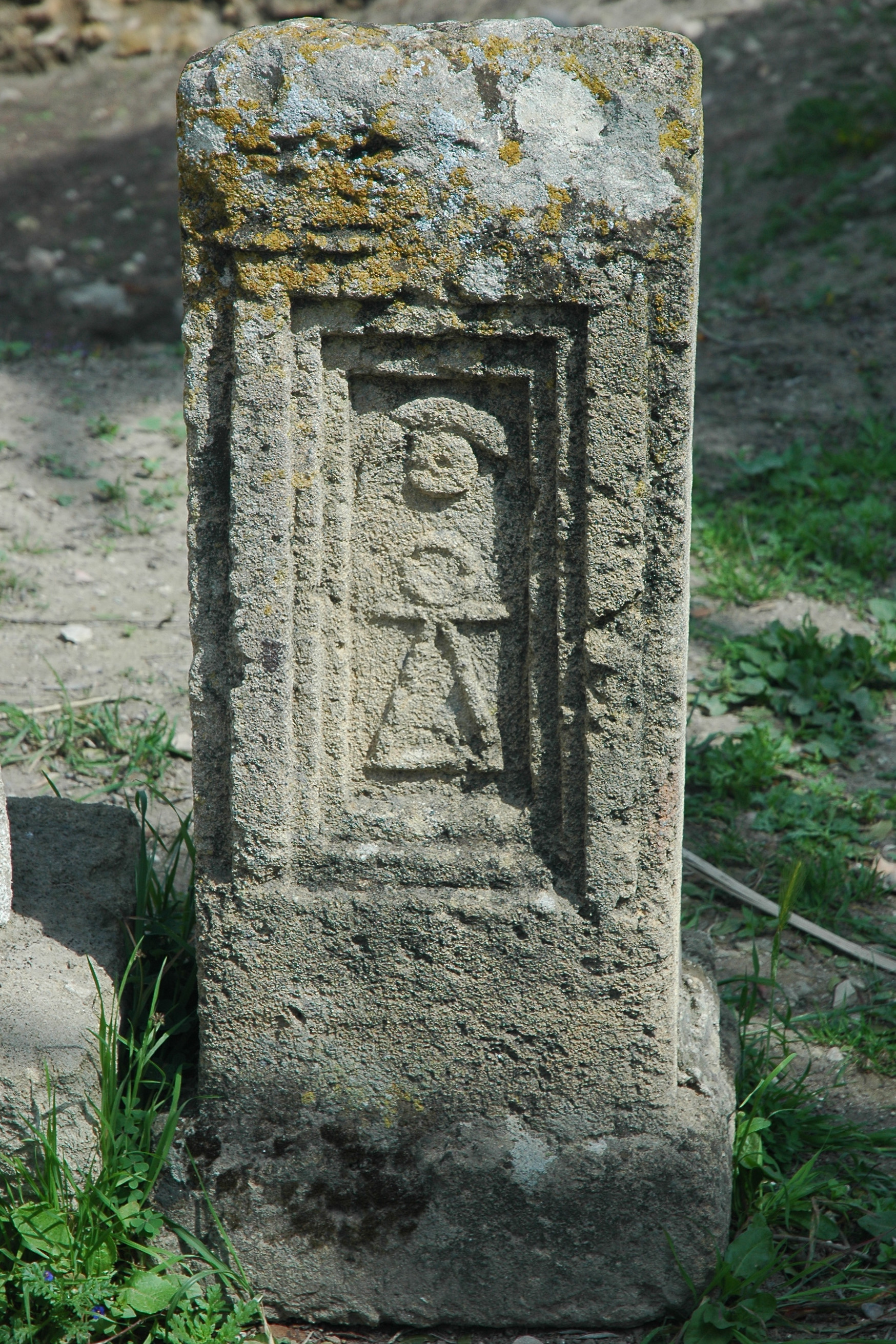
Stèle avec signe de Tanit et symboles astraux.
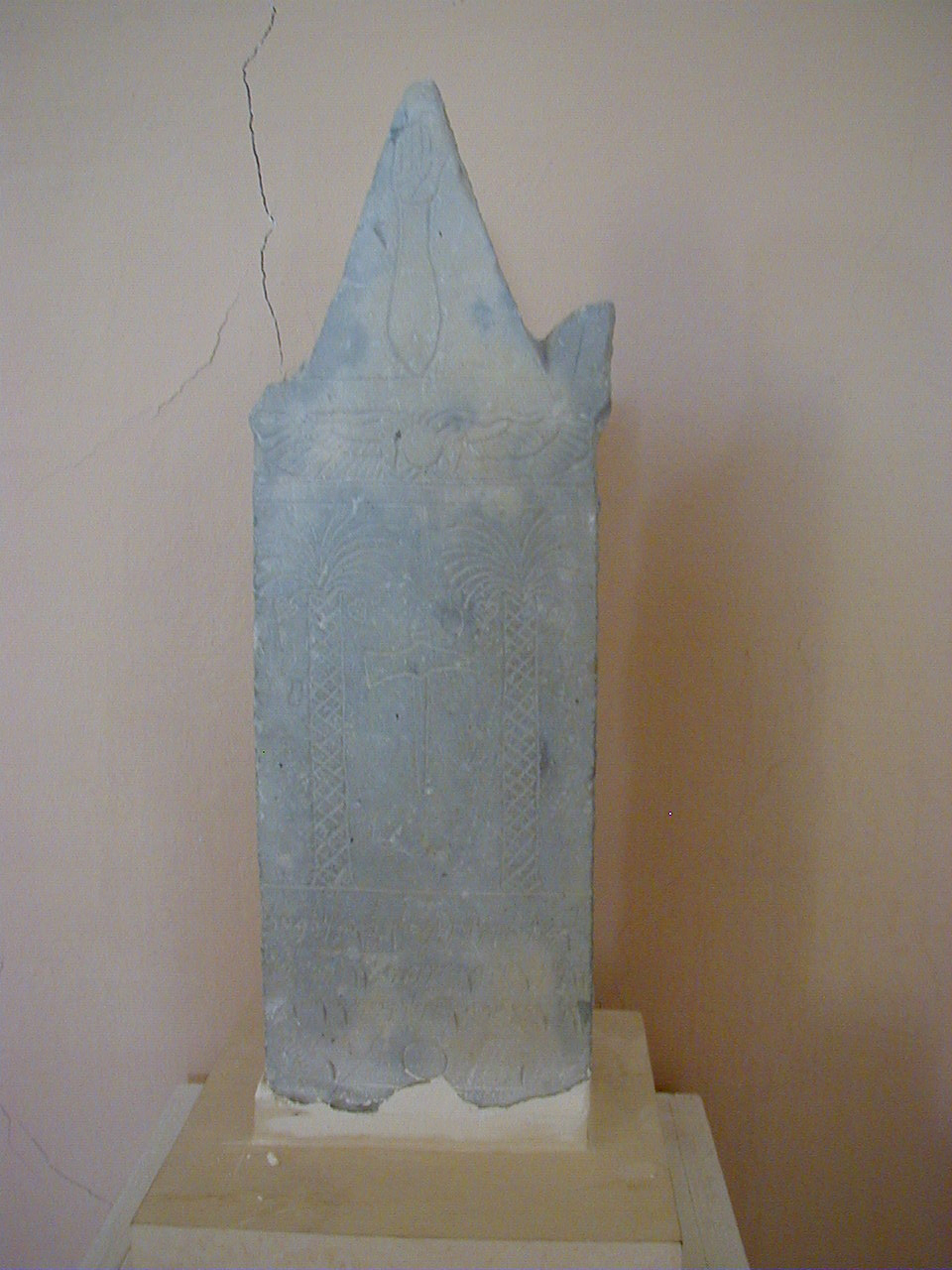
Stèle avec palmiers et décor d'ailes d'inspiration égyptienne.
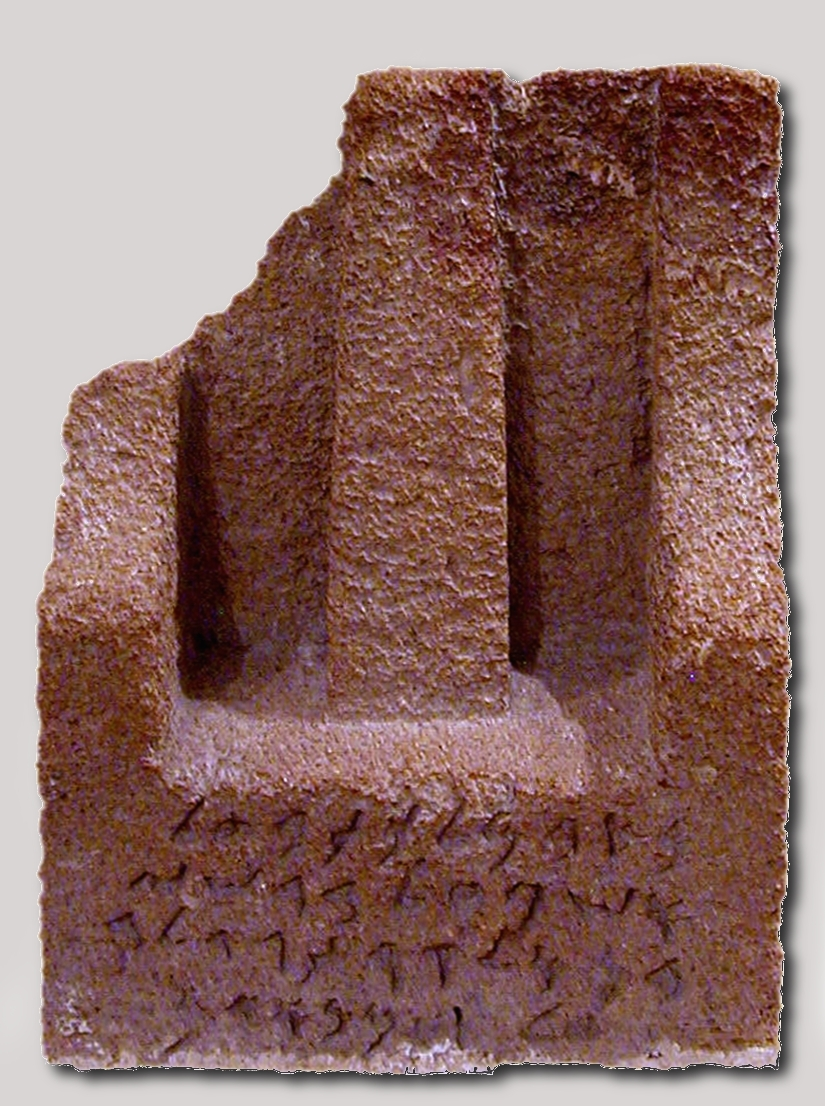
Stèle avec obélisque et inscription.
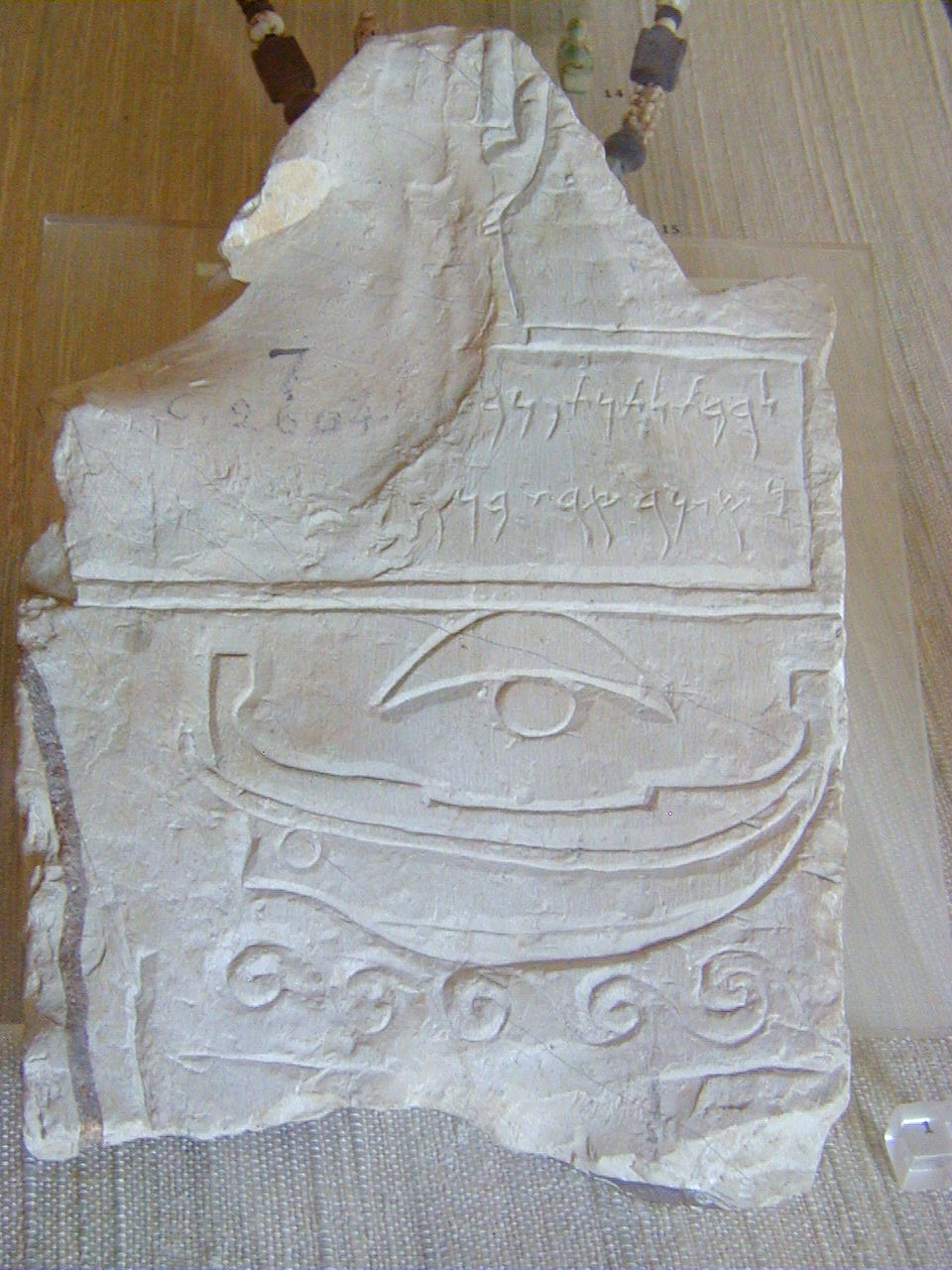
Stèle tardive à acrotères en calcaire avec navire.
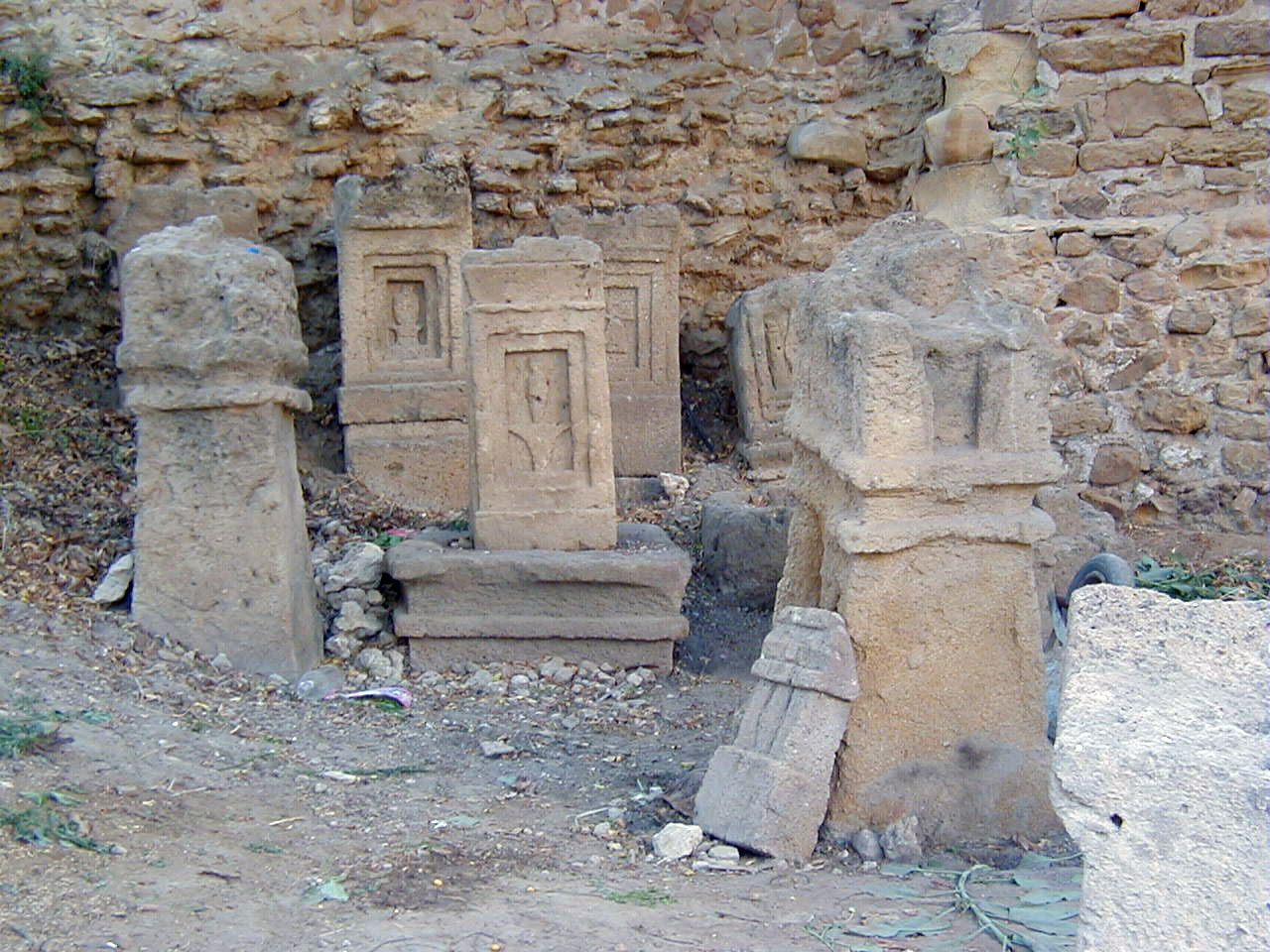
Petit groupe de stèles Tanit II.

### Occupation romaine du site
À l'époque romaine, le site est réutilisé : les fondations d'un temple dédié à Saturne sont découvertes dans les fouilles, de nombreuses fondations d'édifices ultérieurs ayant percé les couches archéologiques. Sont également visibles sur le site des piles des fondations romaines, à l'endroit du tophet qui fut fouillé par Pierre Cintas, des ateliers d'artisans (potiers) et des hangars, ainsi que des maisons ayant livré des mosaïques dont une mosaïque des Saisons actuellement au musée du Bardo.
Le site actuel est un élément important de la visite de la Carthage antique bien que la mise en scène constitue une présentation hétéroclite de stèles appartenant à diverses époques, surtout les plus anciennes. Ne sont exposées pratiquement que des stèles de grès d'El Haouaria mais on trouve cependant quelques stèles de calcaire plus tardives dans la partie voûtée.

## Questions autour de l'interprétation du site

### Sources antiques

#### Sources à charge

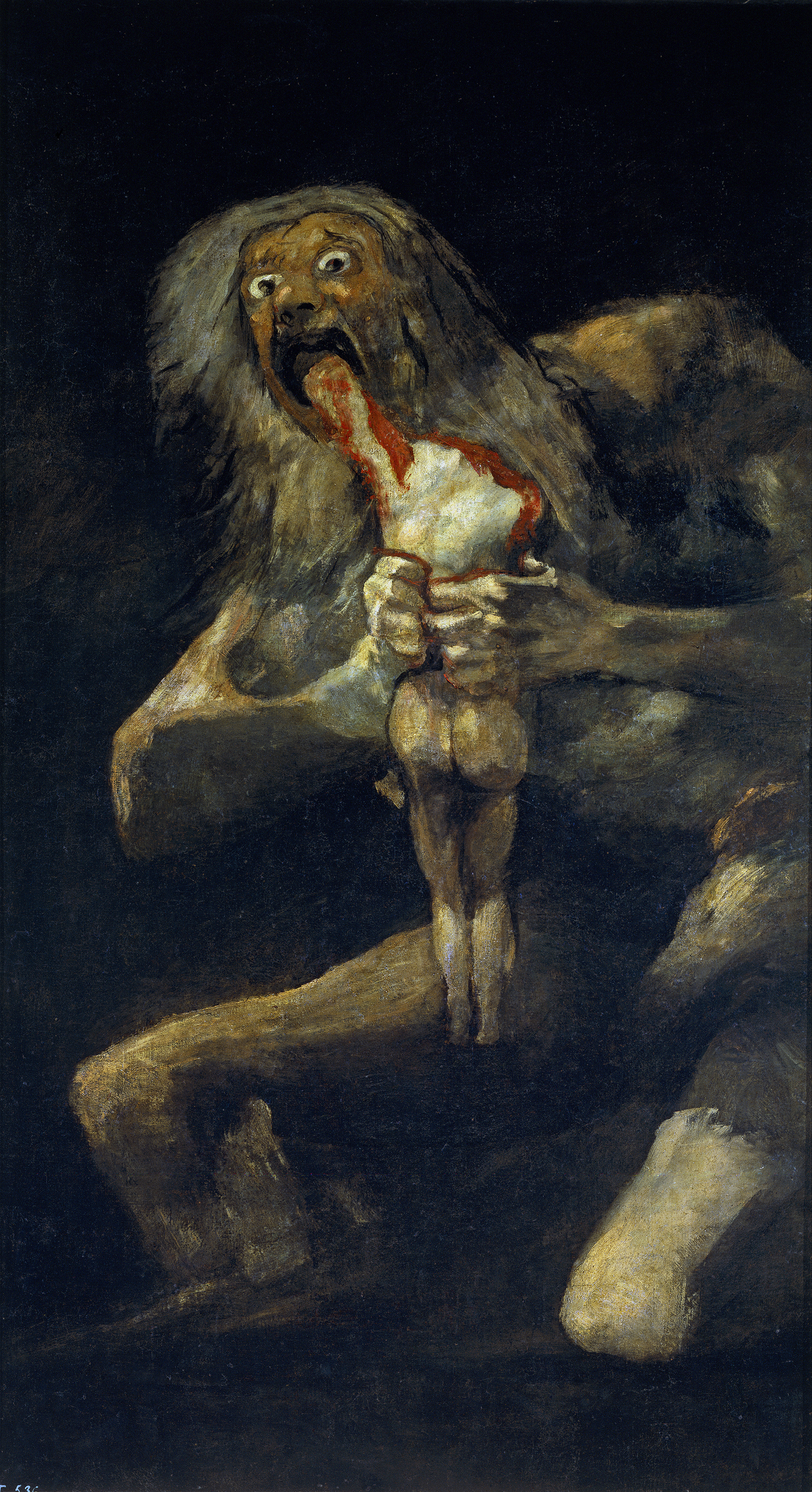
Le mythe de Saturne revisité par le peintre Francisco de Goya.

Les sources anciennes qui évoquent les rites religieux des Puniques sont grecques et latines. Diodore de Sicile les évoque longuement à propos de l'attaque de Carthage par Agathocle, tyran de Syracuse : « Ils [les Carthaginois] estimèrent que Kronos aussi leur était hostile, en raison de ce qu'eux, qui auparavant sacrifiaient à ce dieu les meilleurs de leurs fils, s'étaient mis à acheter secrètement des enfants qu'ils nourrissaient puis envoyaient au sacrifice. Après enquête, on découvrit que certains des [enfants] sacrifiés avaient été substitués. Considérant ces choses et voyant l'ennemi [l'armée d'Agathocle] campé devant les murs, ils éprouvaient une crainte religieuse à l'idée d'avoir ruiné les honneurs traditionnels dus aux dieux. Brûlant du désir de réparer leurs errements, ils choisirent deux cents enfants des plus considérés et les sacrifièrent au nom de l'État. D'autres, contre qui on murmurait, se livrèrent volontairement ; ils n'étaient pas moins de trois cents. Il y avait chez eux [à Carthage] une statue de Kronos en bronze, les mains étendues, la paume en haut, et penchées vers le sol, en sorte que l'enfant qui y était placé roulait et tombait dans une fosse pleine de feu ».
Denys d'Halicarnasse évoque les supposés sacrifices humains dans son Antiquités romaines (I, 38, 2) : « On dit que les Anciens sacrifiaient à Cronos à la façon dont cela se passait à Carthage tant que dura la cité ». Porphyre de Tyr, dans De l'abstinence (II, 56, 1) énonce que « les Phéniciens, lors des grandes calamités que sont les guerres, les épidémies ou les sécheresses, sacrifiaient une victime prise parmi les êtres qu'ils chérissaient le plus et qu'ils désignaient par un vote comme victime offerte à Cronos ».
Plutarque met en accusation dans De la superstition (XIII) les parents qui n'auraient pas fait preuve de piété envers les enfants : « C'est en pleine conscience et connaissance que les Carthaginois offraient leurs enfants, et ceux qui n'en avaient pas achetaient ceux des pauvres comme des agneaux ou de jeunes oiseaux, tandis que la mère se tenait à côté sans larmes et sans gémissements. Si elle gémissait ou pleurait, elle devait perdre le prix de la vente et l'enfant n'en était pas moins sacrifié ; cependant, tout l'espace devant la statue était rempli du son des flûtes et des tambours afin qu'on ne pût entendre les cris ».
Plus tardivement, Tertullien, dans l'Apologétique, considère que « des enfants étaient immolés publiquement à Saturne, en Afrique, jusqu'au proconsulat de Tibère, qui fit exposer les prêtres mêmes de ce dieu, attachés vivants aux arbres mêmes de son temple, qui couvraient ces crimes de leur ombre, comme à autant de croix votives : je prends à témoin mon père qui, comme soldat, exécuta cet ordre du proconsul. Mais, aujourd'hui encore, ce criminel sacrifice continue en secret ».

#### Silence d'autres sources majeures
Face à ces textes accablants, il faut signaler le silence d'autres historiens, notamment quand il s'agit de sources majeures pour l'histoire antique tels qu'Hérodote, Thucydide, Polybe ou Tite-Live, Lancel indique que « [ce] silence [...] détonne fortement dans le concert des accusations d'impiété et de perfidie qui sont, chez les auteurs classiques, le lot habituel des Carthaginois ». Une pareille absence serait porteuse de sens selon ce spécialiste, ces auteurs antiques signalant toute attitude qui leur semblait choquante par rapport aux pratiques ordinaires de leurs cultures grecque ou latine.

### Historiographie du débat
Gustave Flaubert dans son roman Salammbô publié en 1862 évoque la sinistre divinité Moloch qui fait « de l'autodafé de nouveau-nés une pratique courante à Carthage ». Dès cette époque, des voix s'élèvent contre cette interprétation de sources hostiles aux Carthaginois, dont celle de Charles-Augustin Sainte-Beuve.
Le site du sanctuaire de Tanit est dénommé Salammbô dans la topographie de la ville moderne de Carthage, dans la lignée de Flaubert, et le sanctuaire lui-même dénommé « tophet », terme hébreu (tpt) très connoté en faveur de l'interprétation des sacrifices des enfants. James Germain Février prend parti pour l'interprétation en faveur du sacrifice des enfants : « C'est la nuit !... La scène semble éclairée seulement par un brasier allumé dans la fosse sacrée, le tophet : on en voit les reflets plutôt que la lueur [...] Le père et la mère sont présents. Ils remettent le bébé à un prêtre qui s'avance le long de la fosse, égorge l'enfant de façon mystérieuse [...] puis place la petite victime sur les mains étendues de la statue divine, d'où elle roule dans le brasier ». Charles Saumagne met en garde ses contemporains dès 1922 contre une interprétation dans ce sens, considérant qu'« il importe, avant d'avancer la chose, même à titre d'hypothèse, de connaître parfaitement la fouille dans ses détails ».

### Débats actuels

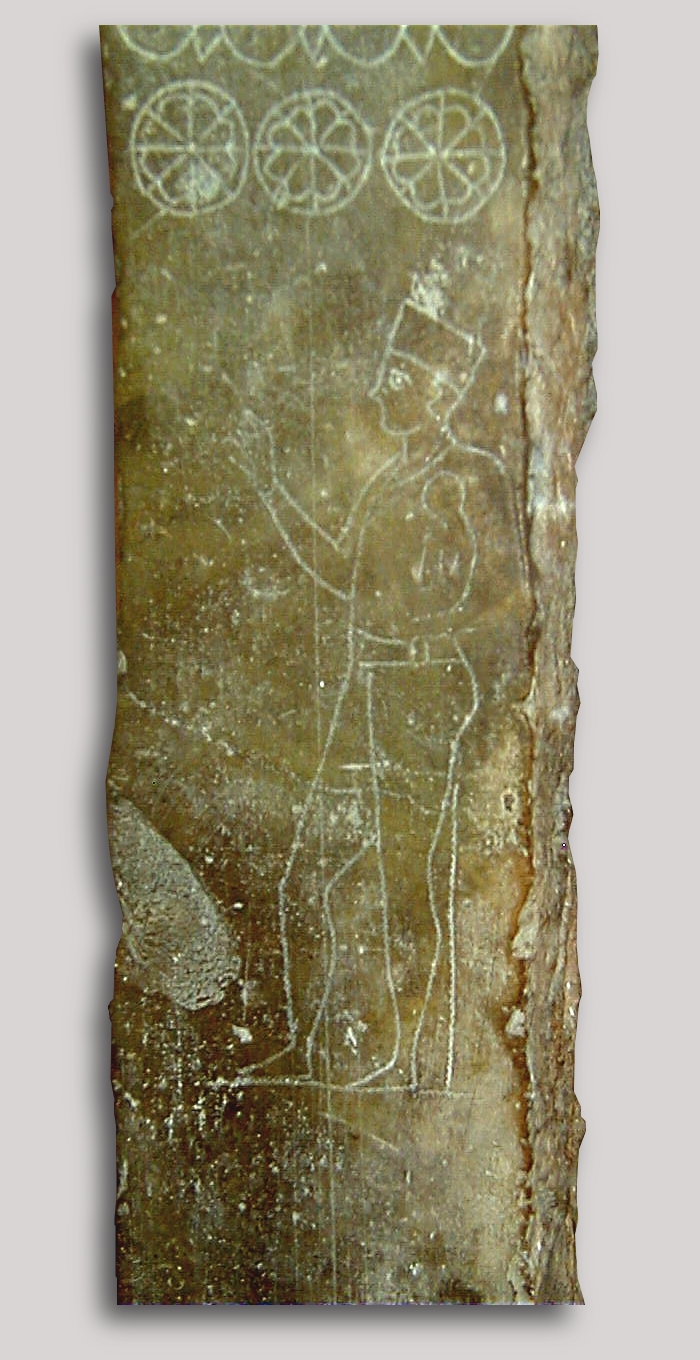
Détail de la stèle du Prêtre conservée au musée national du Bardo.

Il ne s'agit pas là que de rappeler que les sacrifices humains, « acte(s) de profonde piété », étaient fort répandus et particulièrement lors de périodes de troubles ou de difficultés. La mythologie se fait l'écho de cette pratique au travers du mythe d'Iphigénie et on se contentera de rappeler qu'à Rome même, en 216 av. J.-C., on sacrifia un couple de Gaulois et un couple de Grecs sur le Forum Boarium, sacrifice relaté par Tite-Live dans son Histoire de Rome depuis sa fondation : 
« Cependant, sur l'indication des livres du Destin, on fit plusieurs sacrifices extraordinaires : entre autres, un Gaulois et une Gauloise, un Grec et une Grecque furent enterrés vivants au marché aux bœufs, dans un endroit clos de pierres, arrosé déjà auparavant du sang de victimes humaines, cérémonie religieuse bien peu romaine. »
Déjà, dès la découverte du tophet, et face aux affirmations et interprétations qui étaient conjectures, Charles Saumagne s'indignait. Le débat a toujours été vif, les recherches successives ne permettant pas encore de trancher le débat de façon définitive. Les historiens de l'Antiquité s'affrontaient encore récemment, du fait des conclusions de l'équipe américaine de l'ASOR. Selon Lawrence Stager, « l'analyse des contenus et le contexte archéologique, ainsi que la reconsidération des sources écrites [...] démontrent sans aucun doute que le sacrifice des enfants était pratiqué à Carthage depuis au moins 750 av. J.-C. jusqu'à la destruction de la ville ». Le même auteur souligne qu'« à Carthage, le sacrifice d'enfant n'avait pas une dimension religieuse mais aussi des aspects sociaux et économiques [...] L'infanticide semblait moins hasardeux pour la santé de la mère que l'avortement d'un fœtus ; de plus, cette pratique permettait aux parents de réguler les naissances et d'effectuer une sélection par le sexe. Parmi l'élite économique de Carthage, l'institution religieuse du sacrifice d'enfants peut avoir été utilisée par les familles riches pour consolider et maintenir leur fortune en leur permettant de modérer le nombre d'héritiers mâles entre lesquels l'héritage aurait dû être partagé ainsi que le nombre de filles à doter au moment de leur mariage ». Ennabli et Slim adhèrent à cette thèse du « sacrifice de leur progéniture aux divinités protectrices de la cité », citant même des éléments de l'ouvrage de Flaubert, la « terrible réalité du rite » étant établie selon leur ouvrage de 1993.
Sabatino Moscati affirme pour sa part que « le tophet, aire sacrée dédiée aux deux divinités suprêmes Tanit et Ba'al Hammon, était le lieu où étaient brûlés et, par la suite ensevelis dans des urnes, des enfants mort-nés ou morts peu après leur naissance. Les tombes des très jeunes enfants qu'on ne trouve pas dans les nécropoles se trouvent en réalité dans le tophet. Le sanctuaire abritait ainsi les restes de ceux qui, morts trop tôt, étaient exclus de la société des adultes et de leurs nécropoles. Là, ils étaient voués ou offerts à la divinité en étant incinérés de façon rituelle ». Le tophet est donc perçu comme un « hybride de sanctuaire et de nécropole », les jeunes enfants étant inhumés dans le même lieu qui connaît des « sacrifices humains occasionnels comme chez beaucoup de peuples de cette époque ». Car le sacrifice pouvait être exceptionnellement pratiqué dans des circonstances particulièrement graves selon Michel Gras.
Selon François Decret mais également Michel Gras et ses collègues, un sacrifice de substitution dit « molchomor » (sacrifice de l'agneau) se mit progressivement en place, le sacrifice étant accompli « souffle pour souffle, sang pour sang, vie pour vie » en particulier à l'époque néo-punique qui suit la troisième guerre punique. La difficulté de cette interprétation concerne l'utilisation d'inscriptions romaines du IIe siècle ainsi que par le constat dans l'analyse du contenu des urnes d'une réduction de la proportion des substitutions au fil du temps.

### Débat qui n'est pas encore tranché par la médecine
Dès la découverte du site, les archéologues ont tenu à mettre en place de véritables analyses médico-légales même si le but inavoué était de trouver une confirmation des assertions des auteurs anciens les plus prolixes sur les Carthaginois. Les analyses ont eu lieu en particulier entre 1947 et 1952 à l'Institut de médecine légale de Lille.
Les scientifiques ont procédé à un échantillonnage et ont étudié le contenu des urnes : cette étude a abouti à l'identification d'ossements d'enfants morts très jeunes (maximum trois ans), hormis un cas unique d'enfant d'environ douze ans. En outre, les urnes ont livré des restes de petits animaux, dont des capridés et quelques cas d'oiseaux. On peut constater une évolution dans le temps : alors que les urnes analysées et datées du VIIe siècle av. J.-C. voient parmi elles environ un tiers de substitution, la part de restes de petits animaux est d'une urne sur dix au IVe siècle av. J.-C.
L'interprétation de ces analyses pose problème : les résultats des analyses de l'Institut de médecine de Lille ont inquiété, les médecins se refusant de faire des tophets des « nécropoles réservées à des cadavres d'enfants ou de fœtus, ou de nouveau-nés, cadavres incinérés avant l'inhumation ». La médecine est incapable en l'état actuel d'indiquer les raisons des décès et il est impossible de dire « si les enfants incinérés étaient mis vivants sur le bûcher ou bien s'ils étaient déjà décédés de mort naturelle » ; néanmoins il faut rappeler que les nécropoles de Carthage punique n'ont pas livré de tombes de nouveau-nés et Azedine Beschaouch tend vers le fait de faire du tophet le « lieu d'enterrement des fœtus, des enfants mort-nés » qui auraient été incinérés.
Pour le tophet de Salammbô, jusqu'à une éventuelle nouvelle découverte, la confrontation des sources écrites et archéologiques reste sujette à débat, la rencontre de sources diverses et convergentes tant attendue par les historiens et les archéologues n'ayant pas eu lieu.

### Ouvrages généraux sur les Phéniciens ou sur Rome en Afrique
- Elisabeth Fontana et Hélène Le Meaux (dir.), La Méditerranée des Phéniciens : de Tyr à Carthage, Paris, Institut du monde arabe/Somogy, 2007 (ISBN 978-2757201305).
- Claude Baurain et Corinne Bonnet, Les Phéniciens : marins des trois continents, Paris, Armand Colin, 1992 (ISBN 2200212232).
- [Gras, Rouillard et Teixidor 1994] Michel Gras, Pierre Rouillard et Javier Teixidor, L'univers phénicien, Paris, Arthaud, 1994 (ISBN 2700307321).
- Christophe Hugoniot, Rome en Afrique : de la chute de Carthage aux débuts de la conquête arabe, Paris, Flammarion, 2000 (ISBN 2080830031).
- [Lipinski 1992] Edward Lipinski (dir.), Dictionnaire de la civilisation phénicienne et punique, Turnhout, Brepols, 1992 (ISBN 2503500331).
- Sabatino Moscati (dir.), Les Phéniciens, Paris, Stock, 1997 (ISBN 2234048192).
- Collectif, « La Méditerranée des Phéniciens », Connaissance des arts, no 344,‎ octobre 2007 (ISSN 0293-9274).

### Ouvrages généraux sur Carthage
- Maria Giulia Amadasi Guzzo, Carthage, Paris, Presses universitaires de France, 2007 (ISBN 978-2130539629).
- [Beschaouch 2001] Azedine Beschaouch, La légende de Carthage, Paris, Éditions Gallimard, coll. « Découvertes Gallimard / Archéologie » (no 172), 2001 (ISBN 2070532127).
- [Charles-Picard et Picard 1958] Gilbert Charles-Picard et Colette Picard, La vie quotidienne à Carthage au temps d'Hannibal, Paris, Hachette, 1958, 271 p.
- [Decret 1977] François Decret, Carthage ou l'empire de la mer, Paris, Seuil-Points histoire, 1977 (ISBN 2020047128).
- Hédi Dridi, Carthage et le monde punique, Paris, Les Belles Lettres, 2006 (ISBN 2251410333).
- [Ennabli et Slim 1993] Abdelmajid Ennabli et Hédi Slim, Carthage : le site archéologique, Tunis, Cérès, 1993 (ISBN 997370083X).
- M'hamed Hassine Fantar, « Architecture punique en Tunisie », Dossiers d'archéologie, no 200 « La Tunisie, carrefour du monde antique »,‎ 1995, p. 6-17 (ISSN 1141-7137).
- M'hamed Hassine Fantar, Carthage : approche d'une civilisation, Tunis, Alif, 1998 (ISBN 9973220196).
- M'hamed Hassine Fantar, Carthage : la cité punique, Tunis, Cérès, 2007 (ISBN 9973220196).
- (en) John A. Gifford, George Rapp Jr. et Vanda Vitali (en), « Palaeogeography of Carthage (Tunisia): coastal change during the first millennium BC », Journal of Archaeological Science, vol. 19, no 5,‎ 1992, p. 575-596 (ISSN 0305-4403).
- [Lancel 1992] Serge Lancel, Carthage, Paris, Fayard, 1992 (ISBN 2213028389).
- (en) Carole Mendleson, « Catalogue of punic stelae in the British Museum », dans Actes du IIIe congrès international des études phéniciennes et puniques (Tunis, 11-16 novembre 1991), vol. 2, Tunis, Institut national du patrimoine, 1995, p. 258-263.
- Colette Picard, « Les sacrifices Molk chez les puniques : certitudes et hypothèses », Semitica, vol. 39,‎ 1990, p. 77-88.
- [Slim et Fauqué 2001] Hédi Slim et Nicolas Fauqué, La Tunisie antique : de Hannibal à saint Augustin, Paris, Mengès, 2001 (ISBN 285620421X).
- Hédi Slim, Ammar Mahjoubi, Khaled Belkhodja et Abdelmajid Ennabli, Histoire générale de la Tunisie, vol. I : L'Antiquité, Paris, Maisonneuve et Larose, 2003 (ISBN 2706816953).
- (en) Lawrence Stager, « Excavations at Carthage: The punic project », dans Annual Report, Chicago, Institut oriental de Chicago, 1978, p. 27-36.
- Maurice Sznycer, « Carthage et la civilisation punique », dans Claude Nicolet, Rome et la conquête du monde méditerranéen, vol. 2 : Genèse d'un empire, Paris, Presses universitaires de France, 2001 (ISBN 978-2130519645), p. 545-593.
- Salah-Eddine Tlatli, La Carthage punique : étude urbaine, la ville, ses fonctions, son rayonnement, Paris, Adrien-Maisonneuve, 1978, 302 p.
- Collectif, Carthage : l'histoire, sa trace et son écho, Paris, Association française d'action artistique, 1995 (ISBN 9973220269).
- Collectif, Pour sauver Carthage : exploration et conservation de la cité punique, romaine et byzantine, Paris/Tunis, Unesco/INAA, 1992 (ISBN 9232027828).

### Travaux spécifiques sur le tophet de Carthage
- Hélène Bénichou-Safar, « À propos des ossements humains du tophet de Carthage », Rivista di Studi Fenici Roma, vol. 9, no 1,‎ 1981, p. 5-9 (ISSN 0390-3877).
- Hélène Bénichou-Safar, Le tophet de Salammbô à Carthage : essai de reconstitution, Rome, École française de Rome, 2004 (ISBN 2728306974).
- Hélène Bénichou-Safar, « Sur l'incinération des enfants aux tophets de Carthage et de Sousse », Revue de l'histoire des religions, vol. 205, no 1,‎ 1988, p. 57-67 (lire en ligne, consulté le 13 janvier 2021).
- (en) Katherine Eremin, Patrick Degryse et Nathaniel Erb-Satullo et al., « Amulets and Infant Burials: Glass beads from the Carthage Tophet », dans SEM and microanalysis in the study of historical technology, materials and conservation conference, 9-10 September 2010, London, UK, Londres, British Museum, 2010.
- Clémentine Gutron, « La mémoire de Carthage en chantier : les fouilles du tophet Salammbô et la question des sacrifices d'enfants », L'Année du Maghreb, no IV,‎ 2008, p. 45-65 (ISSN 1952-8108, lire en ligne, consulté le 13 janvier 2021).
- (en) Henry Hurst, Zeïneb Ben Abdallah, Michael Gordon Fulford (en) et Spencer Henson, « The sanctuary of Tanit at Carthage in the Roman period », Journal of Roman Archaeology (en),‎ 1999 (ISSN 1047-7594).
- Serge Lancel, « Questions sur le tophet de Carthage », dans La Tunisie : carrefour du monde antique, Dijon, Faton, 1995, p. 40–47.
- (en) Jeffrey H. Schwartz (en), « Infants, burned bones, and sacrifice at Ancient Carthage », dans What the Bones Tell Us, Tucson, University of Arizona Press, 1997 (ISBN 978-0816518555), p. 28-57.
- (en) Jeffrey H. Schwartz (en), « The Tophet and ‘‘sacrifice at Phoenician Carthage: an osteologist's perspective », Terra, vol. 28, no 2,‎ 1989, p. 17-25.
- (en) Jeffrey H. Schwartz (en), Frank D. Houghton, Luca Bondioli et Roberto Macchiarelli, « Bones, teeth, and estimating age of perinates: Carthaginian infant sacrifice revisited », Antiquity, vol. 86, no 333,‎ 2013, p. 738–745 (ISSN 0003-598X).
- (en) Jeffrey H. Schwartz (en), Frank D. Houghton, Roberto Macchiarelli et Luca Bondioli, « Skeletal remains from punic Carthage do not support systematic sacrifice of infants », PLOS One, vol. 5, no 2,‎ 2010 (ISSN 1932-6203, lire en ligne, consulté le 13 janvier 2021).
- (en) Patricia Smith, Gal Avishai, Joseph A. Greene et Lawrence Stager, « Aging cremated infants: the problem of sacrifice at the Tophet of Carthage », Antiquity, vol. 85, no 329,‎ 2011, p. 859–874 (ISSN 0003-598X).
- (en) Patricia Smith, Lawrence Stager, Joseph A. Greene et Gal Avishai, « Cemetery or sacrifice? Infant burials at the Carthage Tophet », Antiquity, vol. 87, no 338,‎ 2013, p. 1191-1207 (ISSN 0003-598X).
- Lawrence Stager, « Le tophet et le port commercial », dans Pour sauver Carthage : exploration et conservation de la cité punique, romaine et byzantine, Paris/Tunis, Unesco/INAA, 1992 (ISBN 9232027828), p. 73–78.
- (en) Lawrence Stager, « Phoenician Carthage: The commercial harbour and the tophet », Qadmoniot, vol. 17,‎ 1984, p. 39-49 (ISSN 0033-4839).
- (en) Lawrence Stager, « Carthage: A view from the Tophet », dans Hans Georg Niemeyer, Phönizier im Westen: die Beiträge des Internationalen Symposiums über 'Die phönizische Expansion im westlichen Mittelmeerraum' in Köln vom 24. bis 27. April 1979, Mayence, Philipp von Zabern, 1982, p. 155-166.